# The Alliance of the Kings - The Black Crystal Sword Saga Pt.1
The Alliance of the Kings - The Black Crystal Sword Saga Pt.1 är det italienska symfoniska power metal-bandet Ancient Bards debutalbum, utgivet i februari 2010 på Limb Music och i Japan på Spiritual Beast i april samma år.
Albumet är första delen av The Black Crystal Sword Saga (skriven av bandets keyboardist Daniele Mazza) och följdes upp av Origine - The Black Crystal Sword Saga Part 2 (2019). Skivan var bandets enda med trummisen Alessandro Carichini.
En musikvideo spelades in till "The Birth of Evil".

## Låtlista
1. "Prelude" – 1:55
2. "The Birth of Evil" – 5:31
3. "Four Magic Elements" – 4:59
4. "Only the Brave" – 6:15
5. "Frozen Mind" – 7:24
6. "Nightfall in Icy Forest" – 1:17
7. "Lode al Padre" – 6:26
8. "Daltor the Dragonhunter" – 8:42
9. "Farewell My Hero" – 6:51
10. "Faithful to Destiny" – 8:45

Bonusspår på den japanska utgåvan
1. "Eyes on Me (Final Fantasy VIII Theme)" (Acoustic version) – 5:09

## Medverkande
Musiker
- Sara Squadrani – sång
- Claudio Pietronik – gitarr
- Fabio Balducci – gitarr
- Martino Garattoni – basgitarr
- Daniele Mazza – keyboard, körsång
- Alessandro Carichini – trummor

Bidragande musiker
Körsång

- Ala Ganciu
- Raffaella Ceccarelli
- Fabrizia Conti
- Maria Letizia Sassaroli
- Giambattista Volpones
- Antonino Amato
- Edoardo Canducci
- Dante Canducci
- Emanuele Pagani
- Giacomo Lavatura
- Lucio
- Simone Mularoni

Gitarr
- Simone Mularoni

Produktion
- Simone Mularoni – producent, inspelningstekniker, mixning
- Gabriele Ravaglia – producent, mastering
- Frusci Ursula – foto